# Hoya soligamiana
Hoya soligamiana är en oleanderväxtart som beskrevs av Kloppenb., Siar och Cajano. Hoya soligamiana ingår i släktet Hoya och familjen oleanderväxter. Inga underarter finns listade i Catalogue of Life.